# Альберт III (граф Горицы)

Графство Горица (внизу жёлтым цветом)

Альбрехт III (Albrecht III von Görz) (ум. ок. 1365) — граф Горицы с 1338 из Мейнхардинской династии.
Родился между 1300 и 1310 годами. Сын Альбрехта II фон Гёрца (ум. 1325) и его первой жены Елизаветы Гессенской.
В 1329—1338 гг. губернатор (Landeshauptmann, ландсгауптман) Гориции, Фриуля и Истрии при несовершеннолетнем двоюродном брате — Иоганне Генрихе IV (р. ок. 1323).
Тот умер 17 марта 1338 года, и наследство досталось Альбрехту III и его единокровным братьям Генриху V (ум. 1361/62) и Мейнхарду VI (ум. 1385).
С 1339 г. — пфальцграф Каринтии.
Первая жена — Елена, происхождение не выяснено.
Овдовев, в 1353 г. женился на Катерине Цилли, дочери графа Фридриха I Цилли.
Она после смерти Альбрехта III вышла замуж за Иоганна II трухзеса фон Вальдбурга (не позднее 22 июля 1367).
Альбрехт III был бездетным, а у его братьев не было сыновей, которые могли бы претендовать на наследство, и он завещал свои владения герцогу Австрии Рудольфу IV. Сыновья Мейнхарда VI (от второй жены) родились после 1376 года, когда в Истрии и Словенской марке уже прочно обосновались Габсбурги.